# Археоптерикс
Археопте́рикс, першоптах (Archaeopteryx, з грец. ἀρχαῖος — «давній», πτέρυξ — «крило») — найдавніший відомий рід вимерлих птахів, який належить до підкласу ящерохвостих (за іншою версією належить до бічної гілки птахоподібних динозаврів). У роді виділяють два види — Archaeopteryx lithographica та Archaeopteryx albersdoerferi. Жив у юрському періоді в тропічному кліматі, приблизно 150,8—148,5 млн років тому, і розміром приблизно дорівнював сучасному круку. Формою тіла, будовою кінцівок та наявністю оперення подібний до сучасних птахів, можливо, літав, але за багатьма ознаками був близьким до плазунів. Відкриття археоптерикса було блискучим підтвердженням еволюційного вчення, свідченням наявності своєрідних перехідних форм між тероподами та птахами.

## Історія відкриття

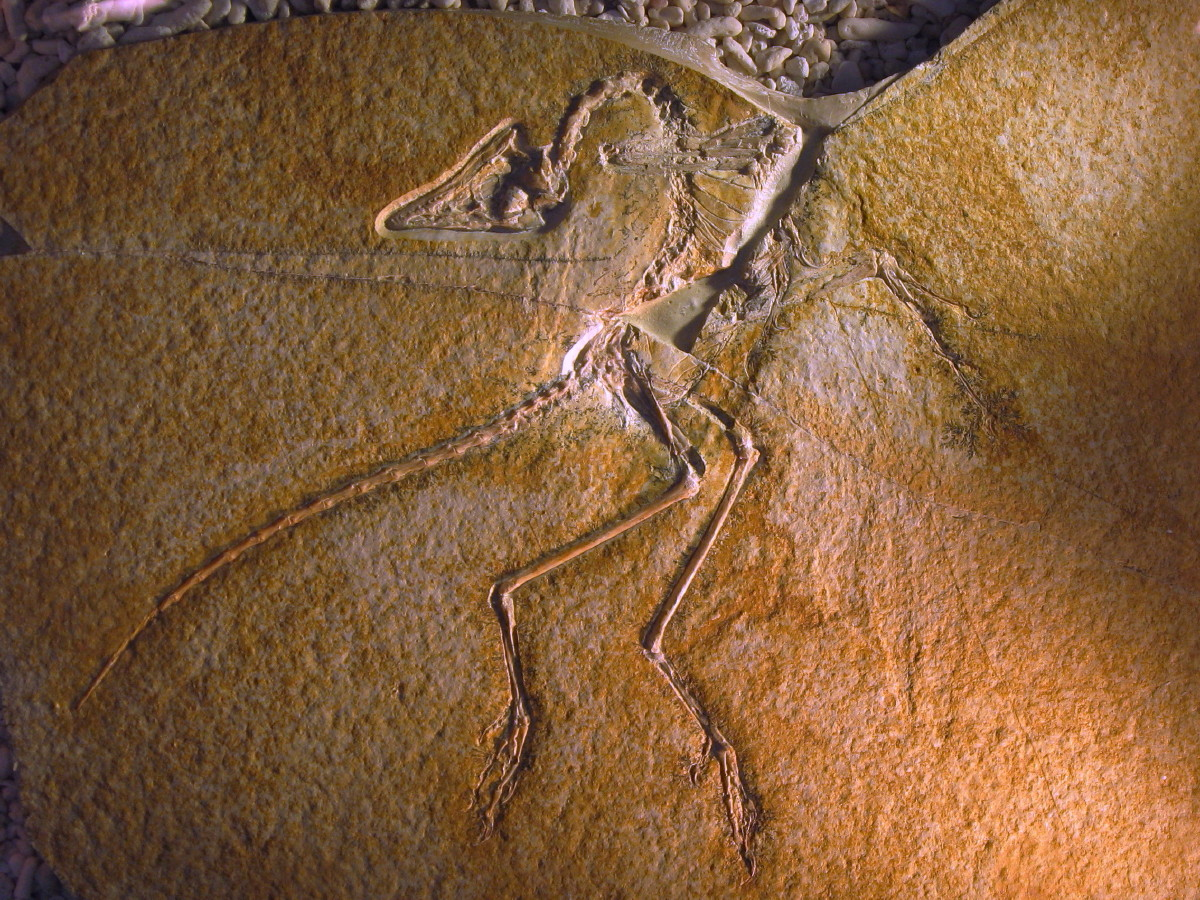
Ейхштетський зразок, який колись вважався окремим родом, Jurapteryx

У 1860 році у верхньоюрських сланцях Зольнгофена (Баварія, Німеччина) знайдено відбиток пера археоптерикса, описаний Германом Мейєром. Наступного року там же знайдено неповний скелет з відбитками пір'я, придбаний Британським музеєм і описаний у 1863 Річардом Овеном, який зробив цей екземпляр типовим для виду. Найраніше знайденим екземпляром можна вважати екземпляр з 1855 року біля Ріденбурга, описаний Германом Мейером як Pterodactylus crassipes у 1875 році, перекласифікований Джоном Остромом в 1970-му.
1877 року в тих же верхньоюрських сланцях Зольнгофена було знайдено рештки первісного птаха, які були описані під назвою «архео́рніс» (Archaeornis siemensii). Детальне дослідження археорніса показало його ідентичність з археоптериксом.
Станом на січень 2018 року знайдено 12 екземплярів археоптерикса. Дванадцятий екземпляр був знайдений колекціонером-аматором у 2010 році в кар'єрі Шамхауптен, але про знахідку було оголошено лише в лютому 2014 року. Він був науково описаний у 2018 році. Являє собою повний і здебільшого зчленований скелет з черепом. Це єдиний екземпляр без збереженого пір'я. Він походить з формації Пейтен і є дещо старшим за інші зразки.

## Опис

Зразки в порівнянні з людиною в масштабі

Археоптерикси були розміром з крука, мали дзьоб з конічними зубами, по три вільні пальці на крилах, двовігнуті хребці, довгий хвіст із 20—21 хребця, вкритий пір'ям. Вони мали широкі крила і довгий, відносно довжини тіла, хвіст. Вони могли посягати 0,5 метра в довжину і 0,7 метра в розмаху крил, з приблизною масою від 0,5 до 1 кілограма.
Пір'я археоптерикса, хоча й менш задокументоване, ніж інші його ознаки, було дуже схоже за структурою на пір'я сучасних птахів. Попри наявність численних пташиних ознак, археоптерикс мав багато непташиних характеристик тероподів. На відміну від сучасних птахів, археоптерикс мав дрібні гострі зуби, а також довгий кістковий хвіст — риси, які археоптерикс поділяв з іншими динозаврами того часу.
Оскільки він має риси, спільні як для птахів, так і для непташиних динозаврів, археоптерикс вважався перехідною ланкою між ними. У 1970-х роках Джон Остром, слідом за Томасом Генрі Гакслі в 1868 році, стверджував, що птахи еволюціонували серед тероподів, і археоптерикс був важливим доказом цього аргументу. Він мав кілька пташиних ознак, таких як вилочка, махове пір'я, крила, частково обернений перший палець, а також риси динозаврів і тероподів. Наприклад, довгий висхідний відросток щиколотки, міжзубні пластинки, обтураторний відросток сідничної кістки та довгий кістяний хвіст. Зокрема, Остром виявив, що археоптерикс був надзвичайно схожий на тероподів родини Dromaeosauridae. Археоптерикс мав три окремі пальці на кожній передній нозі, кожен з яких закінчувався «кігтем». Далеко не всі птахи демонструють такі ознаки; у качок, лебедів, якани та гоацина, вони приховані під пір'ям на ногах.
На верхній частині шиї та голові звіра немає жодних ознак оперення. Хоча вони могли бути оголеними при житті, існує ймовірність що їх відсутність була артефактом фосилізації.

### Оперення

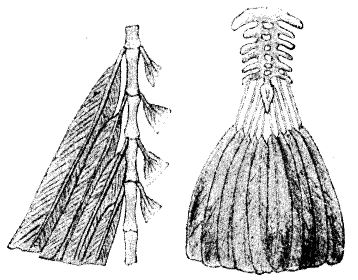
Анатомічна ілюстрація, що порівнює хвіст археоптерикса з віяловим хвостом сучасного птаха

Зразки археоптерикса були особливої відомості завдяки добре збереженому маховому пір'ю. Вони були помітно асиметричними й демонстрували форму опахала з борідками та гачками — як у сучасних птахів. Хвостове пір'я було менш асиметричним і також мало борідки, як і у сучасних птахів. Великий палець ще не мав окремого рухомого придаткового крила.
Оперення тіла археоптерикса менш задокументоване і належним чином досліджене лише на добре збереженому берлінському екземплярі. Таким чином, оскільки, схоже, йдеться про більш ніж один вид, дослідження пір'я берлінського екземпляра не обов'язково стосується решти видів археоптерикса. У берлінського екземпляра на ногах є «штани» з добре розвиненого пір'я. Деякі з цих пір'їн, схоже, мають базову контурну пір'яну структуру, але зразки дещо зруйновані (у них відсутні борідки, як у безкілевих).
Вздовж спини археоптерикса було виявлено смугу махового пір'я, яке було дуже схоже на контурне пір'я тулуба сучасних птахів, симетричне і тверде, хоча й не таке жорстке, як пір'я, що пов'язане з польотом. Інші сліди пір'я в берлінському зразку обмежуються своєрідним «протопухом», схожим на знайдений у динозавра синозавроптерикса: пухнастим, і, можливо, навіть більше схожим на хутро, ніж на пір'я в житті (але не за своєю мікроскопічною структурою). Вони зустрічаються на решті тіла і на нижній частині шиї — хоча деякі пір'я не скам'яніли, а інші були стерті під час оброблення скам'янілості, залишивши голі ділянки на зразку. Схоже, що більшість зразків археоптерикса були замуровані в аноксидних відкладеннях після того, як деякий час дрейфували у воді на спині — голова, шия і хвіст зігнуті донизу, що свідчить про те, що зразки тільки почали розкладатися, коли вони були замуровані. Сухожилля і м'язи розслабилися, і таким чином була досягнута характерна форма (поза смерті). Це означає, що шкіра вже була розм'якшеною і пухкою, що підтверджується тим фактом, що у деяких екземплярів махове пір'я почало відділятися в місці занурення в осад. Тому припускається, що після смерті тварини рухалися по морському дну на мілководді протягом деякого часу перед похованням — пір'я на голові та верхній частині шиї відшарувалося, в той час як більш міцно прикріплене хвостове пір'я залишилося.

### Забарвлення

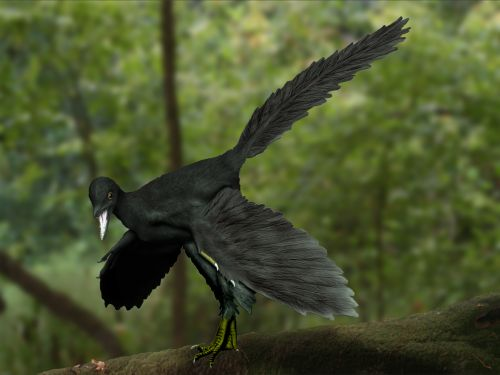
Художня реконструкція археоптерикса після дослідження забарвлення пір'я (Карні, 2011), яке вказує на те, що принаймні частина його пір'я була чорного кольору

У 2011 році аспірант Раян Карні та його колеги провели перше дослідження кольору зразка археоптерикса. Використовуючи технологію сканувальної електронної мікроскопії та енергодисперсійного рентгенівського аналізу, команда змогла виявити структуру меланосом в ізольованому зразку пір'я, описаному в 1861 році. Потім отримані результати порівняли з даними 87 сучасних видів птахів, і з ймовірністю 95 % визначили, що оригінальний колір пера був чорним. Перо було визначено як чорне по всій довжині, з сильнішою пігментацією на дистальному кінчику. Вивчене перо, найімовірніше, було спинним покривним, яке частково покривало первинне пір'я на крилах. Це дослідження не означає, що археоптерикс був повністю чорним, але припускає, що він мав певне чорне забарвлення, яке включало махові пера. Карні зазначив, що це відкриття підтверджується тим, що ми знаємо про сучасні характеристики польоту, оскільки чорні меланосоми мають структурні властивості, які зміцнюють пір'я для польоту.

## Палеобіологія

### Політ
Як і в крилах сучасних птахів, махове пір'я археоптерикса було дещо асиметричними, а хвостове — досить широким. Це означає, що крила і хвіст використовувалися для створення підіймальної сили, але неясно, чи був археоптерикс здатний до активного польоту, чи просто планерував. Відсутність кісткової грудної кістки дозволяє припустити, що археоптерикс не був дуже сильним літуном, але водночас м'язи для польоту могли кріпитися до його товстої бумерангоподібної вилочкової кістки, пластинчастих коракоїдів або, можливо, до хрящової грудини.

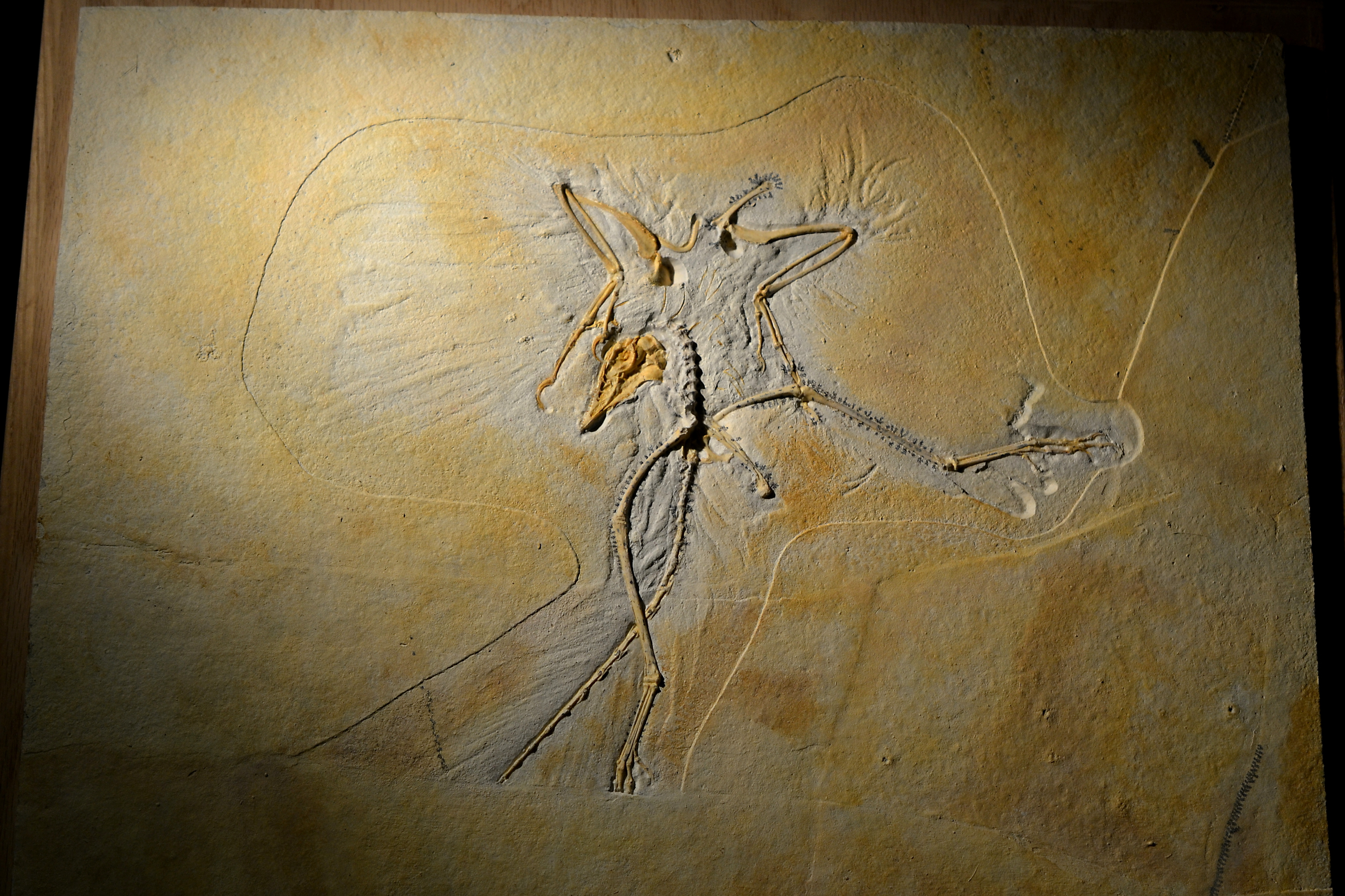
Термополіський екземпляр

Згідно з дослідженнями 2018 року, археоптерикс, ймовірно, був здатний до активного польоту, але у суттєво відмінний спосіб від польоту сучасних птахів. Це дослідження гістології кісток археоптерикса свідчить про те, що найближчим прикладом польоту археоптерикса у наш час були б фазани та інших птахи, що літають ривками.

### Ріст
Гістологічне дослідження, проведене Еріксоном, Нореллом, Чжунгом та іншими у 2009 році, показало, що археоптерикс ріс відносно повільно, порівняно з сучасними птахами, імовірно тому, що зовнішні частини кісток археоптерикса виглядають слабо васкуляризованими (у живих хребетних погано васкуляризована кістка корелює з повільною швидкістю росту). Вони також припускають, що всі відомі скелети археоптерикса походять від молодих особин. Оскільки кістки археоптерикса не можна було гістологічно розрізати для формального скелетохронологічного аналізу (кільця росту), Еріксон та його колеги використовували пористість кісток для оцінки швидкості їхнього росту.
Вони припустили, що погано васкуляризована кістка росте зі схожою швидкістю у всіх птахів і в археоптерикса. Кістка археоптерикса могла рости так само повільно, як у крижня (2,5 мікрометра на день), або так само швидко, як у страуса (4,2 мікрометра на день). Використовуючи цей діапазон швидкостей, вони підрахували, скільки часу знадобилося б, щоб «вирости» кожному екземпляру археоптерикса до спостережуваного розміру. Це могло зайняти щонайменше 970 днів (у пізньому Юрському періоді рік складав 375 днів), щоб досягти розміру дорослої особини у 0,8—1 кг.